# 31e assemblée générale de l'Île-du-Prince-Édouard
La 31e assemblée générale de l'Île-du-Prince-Édouard est en séance du 27 mars 1890 au 13 novembre 1893. Le Parti libéral dirigé par Frederick Peters forme le gouvernement lorsque les conservateurs perdent leur majorité lors de l'élection de 1890.
Patrick Blake (en) est élu président de l'Assemblée législative de l'Île-du-Prince-Édouard. Lors de sa démission comme député en 1891, il est remplacé par Bernard Donald McLellan.
Il y a quatre sessions lors de la 31e assemblée générale :
| Session | Début         | Fin             |
| ------- | ------------- | --------------- |
| 1re     | 27 mars 1890  | 7 mai 1890      |
| 2e      | 23 avril 1891 | 15 juillet 1891 |
| 3e      | 23 mars 1892  | 5 mai 1892      |
| 4e      | 8 mars 1893   | 20 avril 1893   |

## Liste des membres

### Kings
| Circonscription |  | Membre                             | Parti        |
| 1er Kings       |  | John McLean (1890-1891)            | Conservateur |
| 1er Kings       |  | Alexander D. Robertson (1891-1893) | Libéral      |
| 1er Kings       |  | James R. McLean                    | Libéral      |
| 2e Kings        |  | John P. Sullivan                   | Conservateur |
| 2e Kings        |  | John Collin Underhay               | Conservateur |
| 3e Kings        |  | Hugh Lord McDonald (1890-1891)     | Conservateur |
| 3e Kings        |  | James E. MacDonald (1891-1893)     | Conservateur |
| 3e Kings        |  | Cyrus Shaw                         | Conservateur |
| 4e Kings        |  | James Clow                         | Conservateur |
| 4e Kings        |  | Angus MacLeod                      | Libéral      |
| 5e Kings        |  | Daniel Gordon                      | Conservateur |
| 5e Kings        |  | Archibald John Macdonald           | Conservateur |

### Prince
| Circonscription |  | Membre                        | Parti        |
| 1er Prince      |  | John A. Matheson              | Libéral      |
| 1er Prince      |  | Bernard D. McLellan           | Libéral      |
| 2e Prince       |  | John Yeo (1890-1891)          | Libéral      |
| 2e Prince       |  | Alfred McWilliams (1891-1893) | Libéral      |
| 2e Prince       |  | James W. Richards             | Conservateur |
| 3e Prince       |  | John M. Montgomery            | Libéral      |
| 3e Prince       |  | Joseph-Octave Arsenault       | Conservateur |
| 4e Prince       |  | George W. Bentley             | Conservateur |
| 4e Prince       |  | John H. Bell                  | Libéral      |
| 5e Prince       |  | Angus McMillan                | Libéral      |
| 5e Prince       |  | David Rogers                  | Conservateur |

### Queens
| Circonscription |  | Membre                             | Parti        |
| 1er Queens      |  | James M. Sutherland (1890-1891)    | Conservateur |
| 1er Queens      |  | Alexander B. Warburton (1891-1893) | Libéral      |
| 1er Queens      |  | Peter Sinclair (Sr.)               | Conservateur |
| 2e Queens       |  | Donald Farquharson                 | Libéral      |
| 2e Queens       |  | Donald McKay                       | Conservateur |
| 3e Queens       |  | Donald Ferguson (1890)             | Conservateur |
| 3e Queens       |  | James Cummiskey (1891-1893)        | Libéral      |
| 3e Queens       |  | Frederick Peters                   | Libéral      |
| 4e Queens       |  | George Forbes                      | Libéral      |
| 4e Queens       |  | Hector C. McDonald                 | Libéral      |
| 5e Queens       |  | Neil McLeod                        | Conservateur |
| 5e Queens       |  | Patrick Blake (en) (1890-1891)     | Conservateur |
| 5e Queens       |  | John T. Jenkins (1891-1893)        | Conservateur |